# 개미탑과
개미탑과(--塔科, 학명: Haloragaceae 할로라가케아이[*])는 범의귀목의 과이다.
온대·열대에 9속 145종이 분포하며 한국에는 2속 4종이 있다.
초본 또는 관목이며, 잎은 마주나거나 어긋나고 때로는 돌려나며 물속의 잎은 가늘게 갈라지고 턱잎은 없다. 꽃은 양성화 또는 단성화인데, 1개씩 나거나 원추꽃차례 또는 산방꽃차례를 이룬다. 수술은 2-8개이며, 꽃밥은 밑에서 붙고 세로로 갈라진다. 씨방은 하위로 1-4실이며, 꽃대는 2-4개이다. 견과 또는 핵과가 생기고 간간히 날개가 있으며 터지지 않거나 분과를 한다.

## 하위 분류
- 개미탑속(Gonocarpus Thunb.)
- 물수세미속(Myriophyllum Ponted. ex L.)
- Glischrocaryon Endl.
- Haloragis J.R.Forst. & G.Forst.
- Laurembergia P.J.Bergius
- Proserpinaca L.
- Trihaloragis M.L.Moody & Les